# Merve Çelebi
Merve Çelebi és una jugadora de voleibol, vòlei de platja i de neu turcoxipriota. Çelebi juga voleibol pel club deportivo Universitat Europea de Lefke en Lefke, Xipre del Nord i voleibol de platja pel Çamlık SK de Mağusa.També juga per les seleccións nacionals de voleibol de platja i de neu de Turquia, just com la seva compatriota Buğra Eryıldız. Té bones possibilitats de participar en les Olimpiades de Tokio. Vista com l'orgull del seu país, el març de 2019 va ser rebuda pel Primer Ministre de la República Turca de Xipre del Nord, Tufan Erhürman.